# Sergio Valdez
Sergio Valdez Sánchez (nacido el 7 de septiembre de 1964 en Elías Piña) es un ex lanzador dominicano que jugó en las Grandes Ligas de Béisbol desde 1986 hasta 1995 para los Expos de Montreal (1986, 1992-93), Bravos  de Atlanta (1989-90), Indios  de Cleveland (1991-92), Medias Rojas de Boston (1994) , y Gigantes de San Francisco (1995).

## Carrera
El 10 de septiembre de 1986, Valdez hizo su debut en Grandes Ligas contra los Mets de Nueva York donde cedió cinco carreras y nueve hits en seis entradas para obtener su primera derrota en las mayores. En 1986, inició cinco juegos perdiendo cuatro de ellos.
Volvió a las Grandes Ligas como relevista después de dejarla en 1989, iniciando sólo un juego en 19 apariciones, y ganando una efectividad de 6.06 con un récord de 1-2.

### Waivers
Valdez fue seleccionado de la lista de Waivers de los Bravos por los Indios el 30 de abril de 1990. Los Indios lo utilizaron principalmente como titular (13 de  24 apariciones con los  Indios fueron como titular) y en total se fue ese año de 6-6 con una efectividad de 4.85.
Tuvo su mejor año en 1992, cuando se fue de 2-0 con una efectividad de 2.41. Su WHIP fue un microscópico 0.991. Sin embargo, en 1993 sólo lanzó tres entradas y un tercio.

### San Francisco Giants
Los Gigantes también utilizaron a Valdez como titular, a pesar de haber sido utilizado como relevista en la mayor parte de su carrera. Se fue de 5-4 con una efectividad de 4.75.